# Martin Rosowski
Martin Rosowski (* 1958 in Bochum) ist ein deutscher evangelischer Theologe und Historiker.

## Leben
Martin Rosowski studierte evangelische Theologie und Geschichtswissenschaft. Er arbeitete zwei Jahre als wissenschaftlicher Mitarbeiter am Lehrstuhl für Christliche Gesellschaftslehre an der Universität Bochum. Seit 1991 ist er Geschäftsführer des Fachbereichs Männerarbeit der Evangelischen Kirche in Deutschland. Von 2009 bis 2019 war er Vorsitzender des Dachverbands männerpolitischer Organisationen in Deutschland, Bundesforum Männer. Er ist Mitherausgeber der 2007 veröffentlichten Studie der Universität Bayreuth Was Männern Sinn gibt, die der Frage nachging, warum Männer in kirchlichen Gemeinden fehlen. Kirchenferne Männer waren zu den Themen Religiosität, Glaube und Spiritualität interviewt worden.

## Positionen
Für Rosowski basiert Männerarbeit auf Geschlechterdemokratie, die er mit dem christlichen Menschenbild und der Gleichheit von Mann und Frau in Kirche und Gesellschaft begründet. Er positionierte sich gegen den vor allem im Internet aggressiv auftretenden Antifeminismus von Männern, die sich als die „wahren“ Vertreter „der“ Interessen von Jungen, Männern und Vätern sehen. Auf einer internationalen Konferenz zur Männerpolitik, die 2014 in Wien stattfand, betonte er den „konstruktiven Diskurs“ mit Frauenbewegung und Feminismus. Entscheidend sei für ihn, dass sich Männerpolitik „vom tatsächlichen Bedarf der Männer her“ ableitet.
Anlässlich der Debatte um die soziologische Studie Regretting motherhood kritisierte Rosowski einen „Muttermythos“, nach dem Frauen Kindererziehung besser könnten als Männer.

## Veröffentlichungen
Monografie
- Albert Schmidt 1893–1945. Politische und pastorale Existenz in christlich-sozialer Verantwortung. Die Dokumentation seines Werkes. SWI Verlag, Bochum 1994, ISBN 3-925895-50-7

Herausgeberschaft
- mit Günter Brakelmann: Antisemitismus. Von religiöser Judenfeindschaft zur Rassenideologie. Vandenhoeck und Ruprecht, Göttingen 1989, ISBN 3-525-33560-1.[10]
- mit Friedhelm Meiners: Männerwelten. Neue Perspektiven kirchlicher Männerarbeit. Luther Verlag, Bielefeld 1996.
- mit Martin Engelbrecht: Was Männern Sinn gibt. Leben zwischen Welt und Gegenwelt. Kohlhammer Verlag, Stuttgart 2007 (Google Books).
- mit Andreas Ruffing: MännerLeben im Wandel. Würdigung und praktische Umsetzung einer Männerstudie. Schwabenverlag, Ostfildern 2000.
  - Ermutigung zum Mannsein. Praxishandbuch für Männerarbeit. Verlag Männerarbeit, Kassel 2002.
  - Kraft-Räume. Gedanken und Gebete für Männer. Butzon und Bercker, Kevelaer 2006.